# Droga magistralna M8 (Rosja)
Droga magistralna M8 «Chołmogory» (ros. Федеральная автомобильная дорога М8 «Холмогоры») – droga magistralna znaczenia federalnego o długości 1271 km. Biegnie ona od stolicy kraju przez Rostów, Jarosław, Chołmogory, Archangielsk aż do Siewierodwińska.
Na odcinku od Moskwy do Jarosława trasa znana jest jako szosa Jarosławska (ros. Ярославское шоссе) oraz stanowi fragment Złotego Pierścienia Rosji. Na tym samym odcinku M8 jest częścią trasy europejskiej E115.

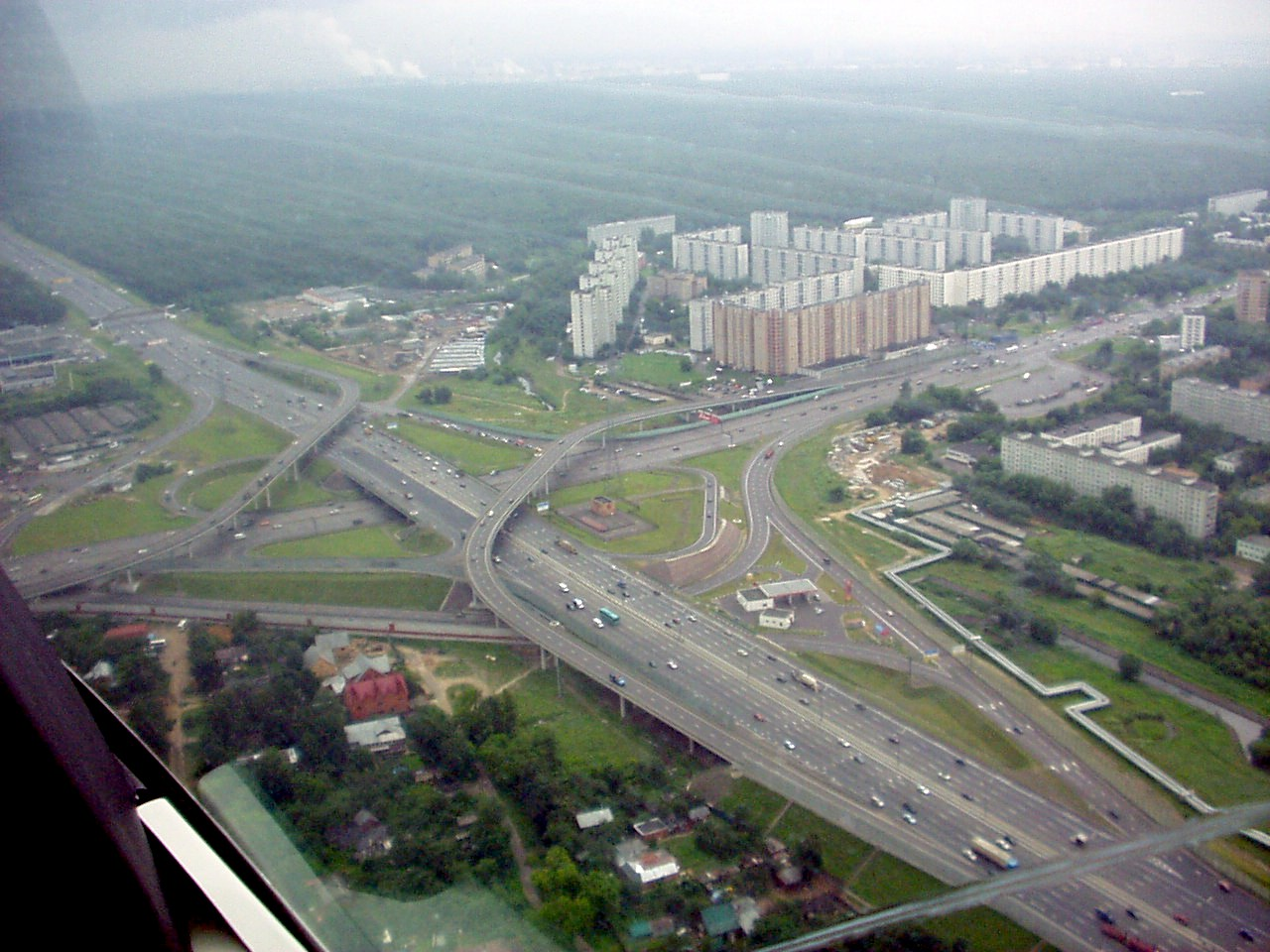
Węzeł drogi M8 z MKAD

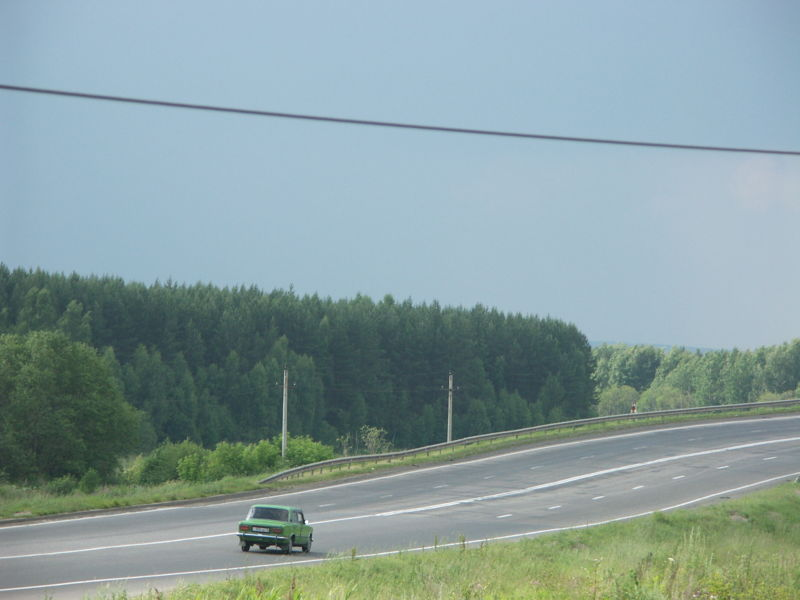
M8 w pobliżu Rostowa

## Stan drogi[1]
Droga jest w dobrym stanie na odcinku od Moskwy do Wołogdy. W latach 2006 – 2008 dokonano remontu trasy między Jarosławem a Wołogdą, natomiast w 2009 r. M8 została odnowiona na południe od Jarosława. Nie istnieją jeszcze plany remontu lub przebudowy drogi w obwodzie moskiewskim. 

## Miejscowości leżące na trasie M8
- Moskwa
- Mytiszczi
- Puszkino
- Siergijew Posad
- Peresław Zaleski
- Rostów
- Jarosław
- Daniłow
- Griazowiec
- Wołogda
- Kadnikow
- Wielsk
- Chołmogory
- Archangielsk
- Siewierodwińsk